# Iacopo Vittorelli

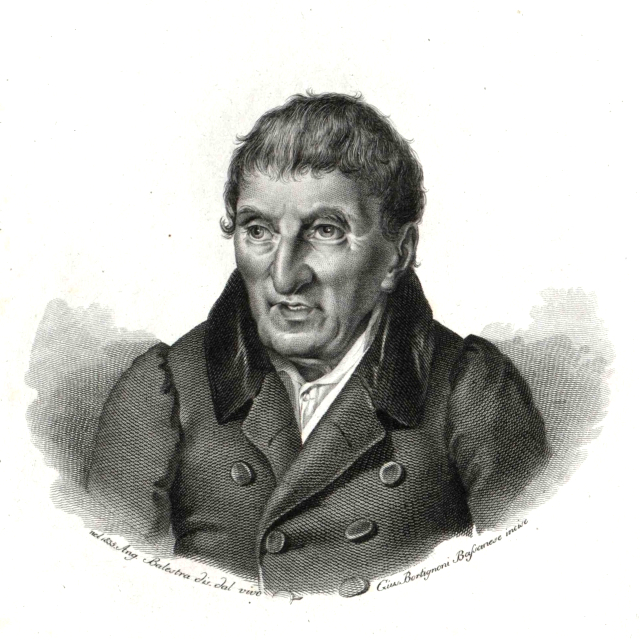
Jacopo Vittorelli

Iacopo Vittorelli, auch Jacopo (geboren 10. November 1749 in Bassano, Republik Venedig; gestorben 12. Juni 1835 in Bassano, Kaisertum Österreich), war ein italienischer Dichter.

## Leben
Iacopo Vittorelli wurde bei den Jesuiten in seiner Heimatstadt erzogen und wurde Beamter der Republik Venedig in Bassano. Im napoleonischen Königreich Italien wurde er in das Erziehungsministerium nach Mailand berufen. Zurück in Bassano übte er unter der k.k. österreichischen Herrschaft die Bücherzensur aus. Neben seiner Amtstätigkeit schrieb Vittorelli eine große Anzahl von literarischen Beiträgen und vornehmlich Gedichten.
Verse aus seinen Anakreontischen Gedichten an Irene (zuerst 1784 erschienen) wurden wiederholt vertont, so zu seinen Lebzeiten von Franz Schubert und Vincenzo Bellini, sowie postum von Otto Nicolai und Giuseppe Verdi, woraus sich ein kleiner Nachruhm nährt. Aus dem Griechischen übertrug Vittorelli die Batrachomachia ins Italienische, wovon sein Zeitgenosse Giacomo Leopardi profitierte.
Seine Dichtung sei süß und musisch, ihr fehle es dagegen an Kraft und Tiefe. Sein Leben sei unberührt von den politischen, ideellen und kriegerischen Auseinandersetzungen der Zeit verlaufen, befand nach Vittorellis Ableben der zeitgenössische italienische Literaturkritiker Luigi Carrer (1801–1850).
Unter den von ihm mit Epigrammen Geehrten war auch sein Bruder, Paolo Luigi Vittorelli, 1809 Archipetre in Bassano. In Bassano sind eine Schule und eine Straße nach Vittorelli benannt.

## Schriften (Auswahl)
- „Lo specchio“, Poemetto di Jacopo Vittorelli. Contenuto nell’opera „Poemetti italiani“, vol. XI. Torino : Michel Angelo Morano, 1797
- I Maccheroni : Poemetto giocoso ; Aggiuntovi un'Inno catabile sul medesimo argomento del Sig. da'Rogatis. Venedig, 1803
- Bassano, poemetto in versi sciolti. Bassano : Dalla Tip. Remondiniana, 1804
- Per le nobili ed illustri nozze Negri e Baseggio. Padua : Nella tip. del Seminario, 1822
- Anakreontische Lieder. Metr. ins Deutsche übertragen Franz Sachse von Rothenberg. Olmütz, Wien: Becks Universitätsbuchhandlung, 1838
- Opere edite e postume di Jacopo Vittorelli. Bassano : tipogr. di A. Roberti, 1841
- Poesie. A cura di Attilio Simioni. Bari: Laterza, 1911

## Vertonungen (Auswahl)
- Vincenzo Bellini: Guarda che bianca luna : romanza
- Teofilo Bucher: Se vedi che germoglia : arietta.
- Franz Schubert: Non t’accostare all’urna und Guarda che bianca luna : romanza, in: Vier Canzonen, D 688, mit Texten von Jacopo Vittorelli und Pietro Metastasio
- Giacinto Marras: La brama : arietta. London : C. Lonsdale, 1850
- Giuseppe Verdi: In solitaria stanza. Für Gesang und Pianoforte (vor 1838) Internationale Verdi-Stiftung
- Giuseppe Verdi: Non t’accostare all’urna Für Gesang und Pianoforte (vor 1838)
- Giuseppe Verdi: Guarda che bianca luna. Notturno a tre voci con flauto e piano-forte (UA 26. Februar 1839) Noten bei WorldCat